# Hilding Ekman
Hilding Viktor Ekman, född 10 januari 1893 i Katarina församling i Stockholm, död 7 mars 1966 i Uppsala, var en svensk friidrottare.
Han tävlade för Uppsalaklubben IF Thor och blev olympisk bronsmedaljör i lagtävlingen i terränglöpning i Antwerpen 1920, tillsammans med Eric Backman och Gustaf Mattsson.